# Olajos Domokos
Olajos Domokos (Korond, 1885. április 10. – ?) lapszerkesztő, újságíró.

## Életútja
A gimnáziumot Székelyudvarhelyen végezte, 1914-ig állami tisztviselő. Ezután újságírói pályára lépett: a kolozsvári Újság helyettes szerkesztője, 1924-25-ben Magyarság címmel maga adott ki élesen ellenzéki hangú politikai napilapot. Megszűnte után az Ellenzék belső munkatársa; politikai és társadalmi riportjaival keltett figyelmet. 1929-től a Keleti Újság, 1933-tól a kolozsvári Magyar Újság felelős szerkesztője június 15-ig, amikor újságja „összeolvad testvérlapjával, a Keleti Újsággal”.
Már az Újság hasábjain 1920-ban nyílt levelet intézett Alexandru Averescu miniszterelnökhöz a magyar tisztviselők érdekében, mire az megígérte az esküt letevő magyar tisztviselők szerzett jogainak elismerését. A politikai küzdőtéren előbb a Magyar Néppárt intézőbizottságának tagja, 1924-től az Országos Magyar Párt kolozsvári tagozatának alelnöke. Sajtóvétség címen a királyi ügyészség 25 ízben ítélte el.
A szerkesztésében megjelent Magyar írók kincsesháza (Kolozsvár 1920) című irodalmi antológia 45 költőt és prózaírót sorakoztatott fel, túlnyomórészt erdélyieket, úgyhogy ez a minden kort és irodalmi irányzatot felölelő gyűjtemény Ligeti Ernő szerint joggal „az erdélyi irodalom első kollektív bemutatkozásának tekinthető”. A szerkesztő bevezetőjében irodalmi decentralizációt hirdet, arra hivatkozva, hogy Erdélyben „a teremtő magyar géniusz csodás tobzódásban élheti ki magát és az egyetemes magyar irodalomnak felhőkarcolókat építhet”.
1944-ben nyugatra menekült, távollétében a kolozsvári népbíróság 1946. április 15-én húsz év börtönre ítélte.